# USS Puritan (BM-1)
Lo 'USS Puritan (codice e numero d'identificazione BM-1) in servizio dal 1896 al 1918 con l'US Navy. Ha partecipato alla guerra ispano-americana del 1898 e alla prima guerra mondiale dal 1917 al 1918.

## Storia

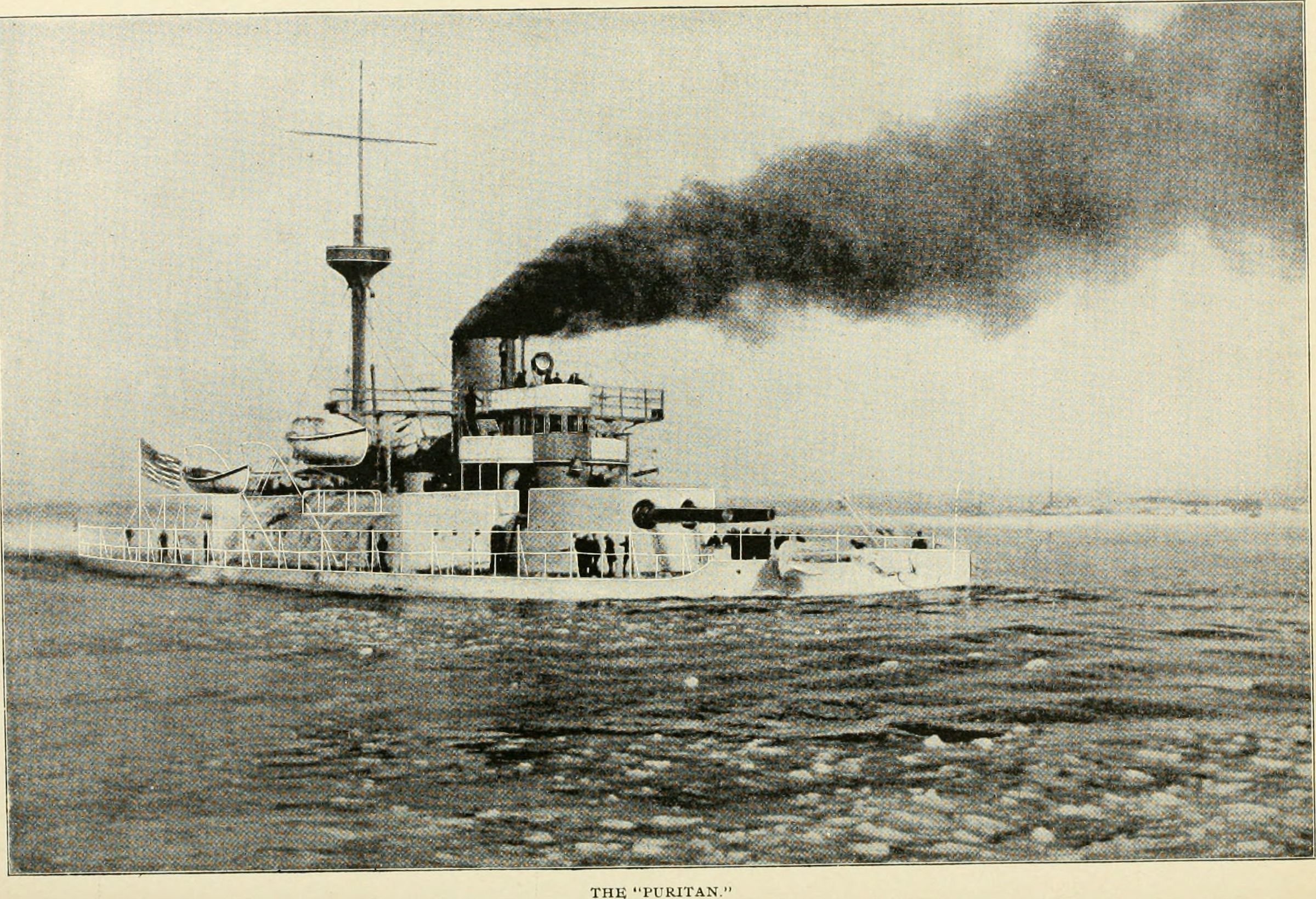
Il Puritan al tempo della guerra ispano-americana.

Il 23 giugno 1874, in risposta all'incidente del Virginius, il Segretario della marina statunitense George Maxwell Robeson ordinò la costruzione di un nuovo monitore, il Puritan (BM-1), ricostruendo totalmente (demolizione, riprogettazione e ricostruzione) una precedente unità che portava lo stesso nome. Il progetto rivisto del Segretario Robeson per la ricostruzione del Puritan prevedeva due torrette, una sovrastruttura, un alto fumaiolo e un albero maestro.
L'originale Puritan fu trasferito al cantiere navale John Roach & Son di Chester, Pennsylvania, ma la nave fu trovata in pessime condizioni. Ufficialmente, i registri dell'US Navy elencano questo intervento come una ricostruzione del Puritan originale, e non come costruzione di una nuova nave, sebbene pochissimi dei materiali utilizzati per la realizzazione del nuovo monitore provenissero  dalla vecchia nave. La nave venne impostata sullo scalo nel 1875, ma poiché i fondi stanziati erano insufficienti, il Segretario della Marina Robeson lo pose segretamente in disarmò e lo vendette all'azienda per la demolizione, finanziando con il ricavato la costruzione di una nuova nave. Tuttavia, nel 1877, il cambiò il governo e il nuovo Segretario alla marina, Richard Wigginton Thompson, sbalordito dalla portata delle azioni semi-legali del suo predecessore, ordinò la sospensione dei lavori. Il Puritan rimase nuovamente bloccato in cantiere per molti anni. Nel 1881, l'amministrazione Garfield salì al potere negli Stati Uniti d'America, determinata a ripristinare la capacità di combattimento della flotta. Il Segretario della marina William Henry Hunt riuscì a ottenere fondi dal Congresso per completare i monitori progettati da Robeson.  Il suo completamento secondo il progetto di Robeson fu autorizzato ai sensi della legge del 3 agosto 1886 e ordinato il 26 giugno 1889.
Il Puritan fu varato il 6 dicembre 1882, completato dal New York Navy Yard di Brooklyn, New York,  ed entrò in servizio il 10 dicembre 1896, al comando del capitano John Russell Bartlett.
Il monitore aveva scafo in ferro, era lungo 90,30 m fuori tutto, aveva una larghezza di 18,326 m e un pescaggio 5,5 m, e dislocava 6.157 t. L'apparato propulsivo si basava su 2 macchine a triplice espansione e 8 caldaie cilindriche alimentate a carbone, ed azionava 2 eliche. La velocità massima era pari a 12,4 nodi. La dotazione di carbone era di 410 tonnellate. L'autonomia era pari a 1.047 miglia nautiche alla velocità di 10 nodi. L'equipaggio era formato da 200 tra ufficiali, sottufficiali e marinai.
La nave era armata con due cannoni da 305/35 mm in una torretta binata a prua, e due cannoni da 254/30 mm in una torretta binata a poppa. L'armamento secondario era composto da 6 cannoni da 102/40 mm scudati, 6 cannoni Hotchkiss da 57 mm in impianto singolo, e 2 mitragliatrici Gatling.  La cintura corazzata principale era spessa da 149 a 360 mm, e si estendeva fino a 1,70 m di profondità sotto la linea di galleggiamento mentre il ponte corazzato era spesso 51 mm.  Le torri di grosso calibro avevano spessore di 203 mm, mentre quello delle barbette era di 360 mm. Gli alloggi ufficiali originali si trovavano sottocoperta, e furono convertiti in alloggi per l'equipaggio aggiuntivi dopo la costruzione di nuovi alloggi ufficiali nella sovrastruttura. Con una altezza di soli 70 cm sopra il livello della linea di galleggiamento, costituiva un bersagli difficile per gli artiglieri nemici.
Con lo scoppio della guerra ispano-americana il Puritan fu assegnato al blocco di Cuba in aprile, si unì all'incrociatore corazzato New York e all'incrociatore protetto Cincinnati nel bombardamento di Matanzas il 27 aprile 1898. Dopo una sosta a Key West all'inizio di maggio, il giorno partì 20 per unirsi alla formazione navale sotto il comando del contrammiraglio William Thomas Sampson che alla fine avrebbe mosso contro Santiago di Cuba. Il Puritan si unì il 22 e Sampson spostò le sue navi a Key Frances, sul canale Nicholas per bloccare nel porto di Santiago la squadra navale spagnola dell'ammiraglio Pascual Cervera y Topete. La vittoria di Sampson riportata nella battaglia navale di Santiago de Cuba il 3 luglio portò alla quasi completa distruzione della squadra spagnola. Dopo Cuba, il Puritan salpò per Porto Rico dove sbarcò un gruppo di marines statunitensi e bombardò le posizioni spagnole nella battaglia di Fajardo.
Dopo il servizio in tempo di guerra, il Puritan prestò servizio come nave scuola per gli allievi dell'Accademia Navale dal 1899 al 1902. Fu posto in disarmo il 16 aprile 1903 a Filadelfia, ma fu riarmata il 3 giugno per servire come nave caserma a League Island. Nel 1904, fu prestata alla Milizia Navale a Washington, DC, dove prestò servizio fino al 14 settembre 1909. La nave si trasferì successivamente a  Norfolk, in Virginia, dove fu nuovamente disarmata il 23 aprile 1910.
Nel marzo del 1910, il commodoro W.H. Beehler propose che i monitori in servizio nella Marina degli Stati Uniti, tra cui il Puritan, il Miantonomoh, il Terror e l'Amphitrite, fossero utilizzati come forti vicino a Key West per trasformarla in "una Gibilterra americana". La guerra ispano-americana e il canale di Panama (in costruzione nel 1910) avevano fatto aumentare l'importanza militare di Key West a causa della sua posizione geografica. Fu sottolineato che le difese di Fort Zachary Taylor sull'isola non erano sufficienti, poiché le navi potevano sostare sette miglia a sud del forte (fuori dalla portata dei suoi cannoni) e bombardare Key West. La proposta sosteneva il posizionamento dei monitori in posizioni strategiche intorno a Key West. Dighe di "palificazioni, rocce e pietrisco" sarebbero state quindi costruite intorno alle navi. L'acqua all'interno di queste dighe sarebbe stata pompata fuori per essere sostituita da terra, creando un'isola artificiale che era un "forte completo e moderno a doppia torretta".
Il 27 febbraio 1918 fu radiata dal Naval Vessel Register, e nel luglio del 1921 fu convertita in nave bersaglio radiocomandata con la sigla IX6.  Con a bordo il sottomarino Plunge, fu una delle numerose navi vendute il 26 gennaio 1922 a JG Hitner e WF Cutler di Filadelfia.

### Annotazioni
1. ↑  I cannoni da 305 mm potevano sparare un proiettile da 394 kg al minuto a una gittata massima di 11 chilometri, penetrando fino a 220 millimetri di corazza rinforzata Harvey alla massima distanza.

### Fonti
1. 1 2 3 4 5 6 7  Gardiner 1989, p. 145.
2. 1 2 3 4 5 6 7 8 9 10 11  Global Security.
3. 1 2 3 4 5 6 7 8 9  Silverstone 2006, p. 16.
4. 1 2  Dreadnoughtproject.
5. 1 2 3  Navsource.
6. 1 2  Agenzia Bozzo.
7. 1 2 3 4  Navypedia.
8. 1 2 3 4 5  Scientific American n.12, March 19, 1910, p. 234.